# Stargate (apparat i film fra 1994)
 For alternative betydninger, se Stargate. (Se også artikler, som begynder med Stargate)
StarGaten er det primære transportmiddel i science fiction-tv-serien af samme navn.

## I det gamle egypten
Da Ra regerede på Jorden fra omkring 8000 f.kr. til det egyptiske oprør i omkring 3500 f.kr., var Stargaten et af de mest brugte transportmidler til interstellare rejser. Men i 3500 f.kr. ville egypterne ikke længere lade sig undertrykke, og derfor gjorde de oprør mod Ra og begravede Stargaten, så deres falske gud aldrig kunne vende tilbage. En sjov sidenote er, at dette oprør blev startet af SG-1, dette ses i afsnittene Moebius, del 1 og Moebius, del 2.

## Fra 1928
Den første Stargate blev fundet nær Giza, Egypten i 1928 af Professor Langford. Kort efter fundet fik den amerikanske regering interesse i Stargate og overtog al forskning i den.
Første gang Stargaten blev aktiveret efter de gamle egyptere begravede den, var i 1945, da Ernest Littlefield, en ingeniør ved det første SGC, blev sendt igennem Stargaten for at se, hvad der var på den anden side. Desværre slukkede Stargaten kort efter at han var nået igennem, og projektet blev lagt på is indtil 1994, hvor filmen starter.

## Tekniske
Stargaten blev bygget af the Ancients og der findes Stargates i mange forskellige galakser. Den er lavet af naquadah og vejer ca. 29 ton.
Alle Stargates har 39 tegn på sig, som hver er et stjernetegn. Når man arbejder i 3 dimensioner skal man bruge 6 punkter for at fastslå en skæring, ligesom man skal bruge 2 punkter for at lave en ret linje, og 3 for at tegne en parabel. Derfor består alle Stargate-"adresser" af 6 tegn, der fastslår den Stargate man vil have fat i og det sidste tegn i adressen er tegnet for den planet man kommer fra; for jorden er det Å. 
Hvis man kender de 7 tegn, kan man kalde en hvilken som helst Stargate i vores galakse. Hvis man derimod vil til Atlantis eller Orilla (der ikke ligger i vores galakse), skal man kende tegnet for den galakse man vil søge i. Ligesom vejen ”Storegade” ligger mange steder i Danmark, ligger forskellige Stargate-"adresser" også i mange forskellige galakser; for at posten kan finde ud af, hvilken ”Storegade” man snakker om, skal man bruge et postnummer, og postnummeret i Stargate universet er det 8. tegn i adressen.
For at kunne kalde til andre Stargates skal man have en D.H.D. (dial-home device). Det er i den man indtaster den adresse man vil ringe til. Da Stargaten blev fundet i Giza, var der ingen D.H.D., og derfor blev Samantha Carter nødt til at skrive et computerprogram, der kan det samme som D.H.D’en.